# محمد اليماحي (لاعب كرة قدم مواليد 1995)
محمد راشد اليماحي (مواليد 18 يناير 1995) لاعب كرة قدم إماراتي يجيد اللعب في الدفاع لعب سابقاً مع نادي دبا الفجيرة في دوري الخليج العربي الإماراتي.

## روابط خارجية
- محمد اليماحي على موقع Soccerway.com (الإنجليزية)